# Acorellus
Acorellus es un género de plantas herbáceas con cuatro especies perteneciente a la familia de las ciperáceas.    
Según APWeb se considera un sinónimo de Cyperus L..

## Especies seleccionadas
- Acorellus distachyus Palla
- Acorellus laevigatus (L.) Rech.f.
- Acorellus pallae Kneuck.
- Acorellus pannonicus Palla[2]